# Phyllanthus borjaensis
Phyllanthus borjaensis är en emblikaväxtart som beskrevs av Eugene Jablonszky. Phyllanthus borjaensis ingår i släktet Phyllanthus och familjen emblikaväxter. Inga underarter finns listade i Catalogue of Life.